# Burgert Brand
Burgert Brand (* 1959 in Swakopmund, Südwestafrika) ist ein namibischer evangelisch-lutherischer Theologe und war vom 18. Januar 2015 bis Januar 2025 Bischof der Evangelisch-Lutherischen Kirche in Namibia (DELK) mit Sitz in Windhoek.

## Leben
Brand wuchs in Tsumeb auf und studierte Theologie an der Universität von Natal in Pietermaritzburg und an der Eberhard-Karls-Universität Tübingen. Nachdem Brand Pfarrstellen in den namibischen Orten Windhoek und Gobabis innegehabt hatte, arbeitete er ab 1995 als Pfarrer in Midrand (Südafrika). 2003 wechselte er als Pastor nach Hermannsburg.
Brand ist der erste im Land geborene Bischof der Kirche.